# East New York (Fernsehserie)
East New York ist eine US-amerikanische Fernsehserie, die vom 2. Oktober 2022 bis 14. Mai 2023 auf CBS ausgestrahlt wurde.

## Inhalt
Im Mittelpunkt der Serie stehen die Beamten und Detektive des 74. Bezirks des NYPD im Stadtteil Brooklyn im Osten von New York. An der Spitze des Reviers steht die stellvertretende Inspektorin Regina Haywood, die neu beförderte Kommandantin. Haywood hat die Vision, der Gemeinschaft nicht nur zu dienen und sie zu schützen, sondern auch ein Teil davon zu werden.